# Hostbach
Der Hostbach ist ein 3,6 km langer, orografisch linker Nebenfluss der Agger in Nordrhein-Westfalen, Deutschland. Der Bach bildet auf einer längeren Strecke die Grenze zwischen den Städten Meinerzhagen und Gummersbach.

## Geographie
Der Bach entspringt westlich von Bracht auf einer Höhe von 423 m ü. NN auf der Grenze zwischen Meinerzhagen und Gummersbach. Zunächst in überwiegend südwestliche Richtungen abfließend bildet der Bach bis südwestlich von Sundhellen die Grenze zwischen den zwei Kommunen. Mit der Mündung des von Kropplenberg kommenden Bachs wendet sich der Lauf nach Süden und fließt nun auf dem Gebiet von Gummersbach nach Drieberhausen. Hier mündet linksseitig die von Osten kommende Düstermicke. Anschließend fließt der Hostbach wieder in südwestliche Richtungen und mündet bei Grünenthal auf 298 m ü. NN linksseitig in die Agger. Bei einem Höhenunterschied von 125 m beträgt das mittlere Sohlgefälle 34,7 ‰.